# John Zwetsloot
John Zwetsloot (ur. 30 stycznia 1974) – szwedzki muzyk, kompozytor i instrumentalista, gitarzysta klasyczny i blackmetalowy. Zwetsloot znany jest z występów w takich grupach muzycznych jak: Dissection, The Haunted, Cardinal Sin oraz Nifelheim.